# پریدووریتسا (چاچاک)
پریدووریتسا (به صربی: Pridvorica) یک منطقهٔ مسکونی در صربستان است که در چاچاک واقع شده‌است. پریدووریتسا ۵٫۶۲ کیلومتر مربع مساحت و ۱۹۵ نفر جمعیت دارد و ۳۷۶ متر بالاتر از سطح دریا واقع شده‌است.